# Hugh Stubbins

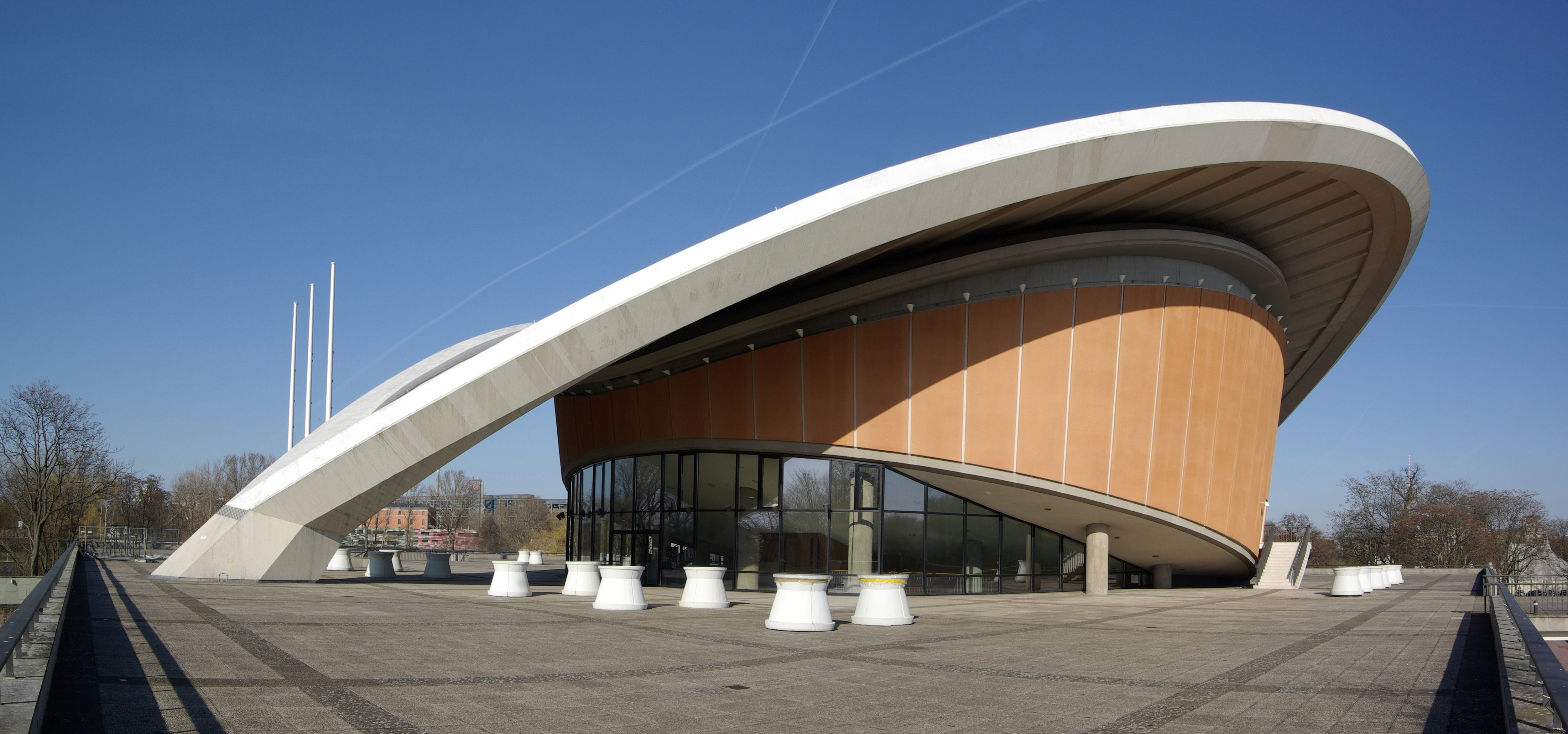
Kongresshalle, Berlin

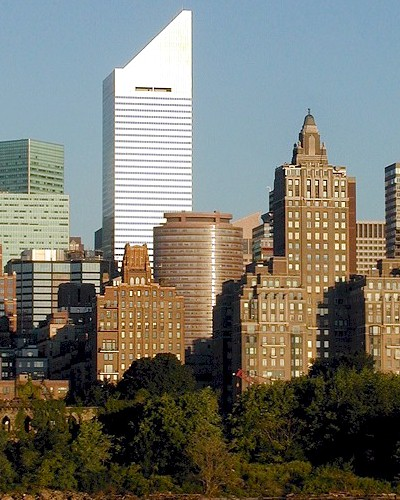
Citigroup Center, New York

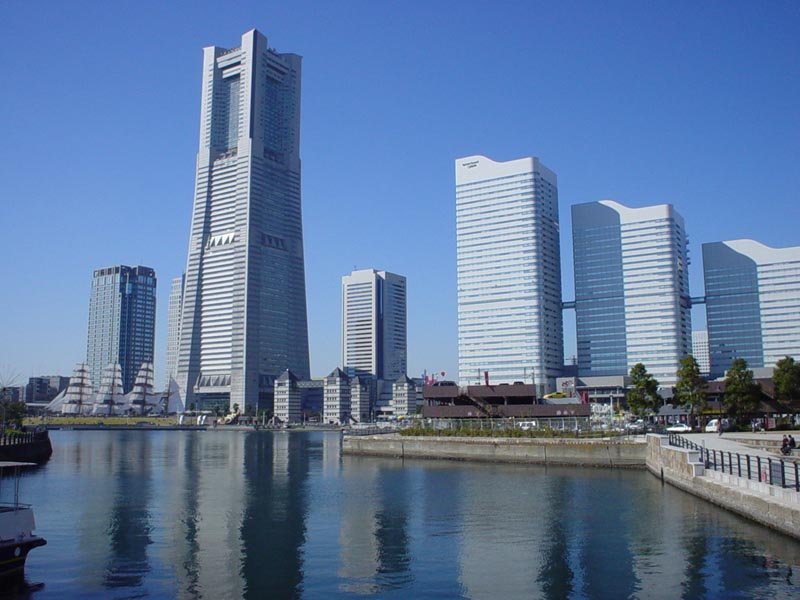
Landmark Tower, Yokohama

Hugh Asher Stubbins, Jr. (* 11. Januar 1912 in Birmingham, Alabama; † 5. Juli 2006 in Cambridge, Massachusetts) war ein US-amerikanischer Architekt.

## Leben
Hugh Stubbins graduierte 1934 in Architektur an der Georgia Institute of Technology in Atlanta und 1935 an der Harvard University Graduate School of Design in Cambridge. 
Von 1935 bis 1943 arbeitete er zunächst als Entwerfer und Zeichner und wurde 1940 Assistent bei Walter Gropius. Unter dem Einfluss von Gropius, Marcel Breuer und Alvar Aalto stehend, zeigte Stubbins schon früh ein besonderes Interesse für Raum, Form und Ästhetik innerhalb seiner Gebäude. 
Internationale Beachtung fand seine zur Internationalen Bauausstellung 1957 entstandene Kongresshalle Berlin (heute Haus der Kulturen der Welt) mit dem Spitznamen „Schwangere Auster“. 1957 wurde Stubbins in die American Academy of Arts and Sciences gewählt. Das in den Jahren 1973 bis 1978 entstandene Citigroup Center fiel durch seine ungewöhnlich schräge Dachkonstruktion ebenso auf, wie durch die mit Hilfe einer Pfeilerkonstruktion überbaute Kirche auf demselben Grundstück. 1974 wurde Stubbins in New York zum Mitglied (NA) der National Academy of Design gewählt. Sein 1993 in Yokohama fertiggestellter Landmark Tower ist das höchste Gebäude Japans. 1992 zog sich Stubbins, der 800 Bauten weltweit realisierte, aus dem Berufsleben zurück. Die von ihm 1949 gegründete Firma The Stubbins Associates beschäftigt später 500 Mitarbeiter und war ein weltweit tätiges Architekturbüro.
Er war von 1936 bis 1965 mit Diana Moore, anschließend bis zu ihrem Tode 1995 mit Colette Fadeuihle und wieder bis zu ihrem Tode 2001 mit June Kootz verheiratet. Aus den Ehen gingen drei Söhne und eine Tochter hervor.

## Bauten
- 1957 Kongresshalle, Berlin
- 1960 Loeb Drama Center, Harvard
- 1965 Francis A. Countway Medical Library, Harvard
- 1968 Forsyth Wickes Addition, Museum of Fine Arts, Boston
- 1970 George Robert White Wing, Museum of Fine Arts, Boston
- 1973–1977 Citigroup Center, New York City
- 1976–1978 Federal Reserve Bank, Boston
- 1976 Mechanical Plant Boston City Hospital, Boston
- 1986 Treasury Building, Singapur
- 1990 Bank One Tower, Indianapolis
- 1993 Landmark Tower, Yokohama